# Xemi Fernández
Josep Miquel Fernández Codina (Barcelona; 2 de febrero de 1995), conocido como Xemi, es un futbolista español que ocupa la posición de centrocampista y milita en la S. D. Ponferradina de la Primera Federación.

## Trayectoria
El 12 de diciembre de 2014 se enfrentó al Real Madrid C. F. en Copa del Rey en donde los blancos vencerían por 5-0, Xemi jugando como extremo tuvo una destacada participación, sería sustituido en el minuto 71. El 9 de marzo de 2015, consigue darle la victoria a los verdes marcando el gol de la remontada frente al Olímpic Xàtiva, logrando con esto dejar la zona de descenso siendo Fernández el mejor jugador del encuentro. El 12 de abril vuelve a ser determinante para su equipo ante el C. F. Badalona, saltando desde el banquillo en el 58' con el marcador 1-0, en el último minuto de añadido marca de cabeza para sellar el empate.
Durante el verano de 2015, se pacta un acuerdo con el Fútbol Club Barcelona por el traspaso del jugador, pero debido a una sanción impuesta por la FIFA, deciden esperar; no sería hasta el 27 de diciembre cuando Xemi se uniera a las filas del filial culé dirigido por Gerard López, firmando su contrato hasta junio de 2017. Debuta como azulgrana el 17 de enero en la visita al Pobla de Mafumet siendo incluido en el once inicial, Xemi sería sustituido en el minuto 50' por Juan Antonio Ros, la victoria sería para el conjunto barcelonista por 2-0.
El 18 de julio de 2017 firmó por el Oxford United, volviendo al U. E. Cornellà de la Segunda División B para finalizar la temporada 2017-18. 
En verano de 2018 el Club Lleida Esportiu de la Segunda División B se hizo con sus servicios, donde militó durante dos temporadas, jugando medio centenar de partidos oficiales. En la temporada 2019-20 logró anotar 8 goles.
El 16 de septiembre de 2020 firmó por el UCAM Murcia C. F., en ese momento en la Segunda División B, por una temporada tras rescindir su contrato con el Club Lleida Esportiu.
El 30 de junio de 2022 se unió al C. F. Intercity para su temporada de debut en la Primera División RFEF. Estuvo un par de años, en los que marcó nueve goles en 76 partidos, y en agosto de 2024 fichó por el Antequera C. F. Con ellos disputó la promoción de ascenso a Segunda División pero perdieron ante la S. D. Ponferradina, equipo al que se incorporó en julio de 2025.

## Estadísticas

### Clubes
| Club                           | Div.          | Temporada     | Liga  | Liga  | Copas nacionales | Copas nacionales | Copas internacionales | Copas internacionales | Total | Total |
| Club                           | Div.          | Temporada     | Part. | Goles | Part.            | Goles            | Part.                 | Goles                 | Part. | Goles |
| ------------------------------ | ------------- | ------------- | ----- | ----- | ---------------- | ---------------- | --------------------- | --------------------- | ----- | ----- |
| U. E. Cornellà · España        | 2.ª B         | 2014-15       | 33    | 5     | 4                | 0                | —                     | —                     | 36    | 5     |
| U. E. Cornellà · España        | 2.ª B         | 2015-16       | 18    | 1     | —                | —                | —                     | —                     | 18    | 1     |
| F. C. Barcelona "B" · España   | 2.ª B         | 2015-16       | 13    | 0     | —                | —                | —                     | —                     | 13    | 0     |
| F. C. Barcelona "B" · España   | 2.ª B         | 2016-17       | 34    | 2     | —                | —                | —                     | —                     | 34    | 2     |
| F. C. Barcelona "B" · España   | Total club    | Total club    | 47    | 0     | —                | —                | —                     | —                     | 47    | 2     |
| Oxford United F. C. Inglaterra | 3.ª           | 2017-18       | 10    | 1     | 4                | 1                | —                     | —                     | 14    | 2     |
| Oxford United F. C. Inglaterra | Total club    | Total club    | 10    | 1     | 4                | 1                | —                     | —                     | 14    | 2     |
| U. E. Cornellà · España        | 2.ª B         | 2017-18       | 12    | 0     | —                | —                | —                     | —                     | 12    | 0     |
| U. E. Cornellà · España        | Total club    | Total club    | 63    | 6     | 4                | 0                | —                     | —                     | 67    | 6     |
| C. Lleida E. · España          | 2.ª B         | 2018-19       | 22    | 1     | 0                | 0                | —                     | —                     | 22    | 1     |
| C. Lleida E. · España          | 2.ª B         | 2019-20       | 27    | 8     | 1                | 0                | —                     | —                     | 28    | 8     |
| C. Lleida E. · España          | Total club    | Total club    | 49    | 9     | 1                | 0                | —                     | —                     | 50    | 9     |
| UCAM Murcia C. F. · España     | 2.ª B         | 2020-21       | 23    | 5     | 5                | 1                | —                     | —                     | 28    | 6     |
| UCAM Murcia C. F. · España     | 1.ª F         | 2021-22       | 37    | 11    | 1                | 0                | ―                     | ―                     | 38    | 11    |
| UCAM Murcia C. F. · España     | Total club    | Total club    | 60    | 16    | 6                | 1                | —                     | —                     | 66    | 17    |
| C. F. Intercity · España       | 1.ª F         | 2022-23       | 36    | 6     | 3                | 0                | —                     | —                     | 39    | 6     |
| C. F. Intercity · España       | 1.ª F         | 2023-24       | 37    | 3     | ―                | ―                | ―                     | ―                     | 37    | 3     |
| C. F. Intercity · España       | Total club    | Total club    | 73    | 9     | 3                | 0                | —                     | —                     | 76    | 9     |
| Antequera C. F. · España       | 1.ª F         | 2024-25       | 31    | 3     | ―                | ―                | ―                     | ―                     | 31    | 3     |
| Antequera C. F. · España       | Total club    | Total club    | 31    | 3     | —                | —                | —                     | —                     | 31    | 3     |
| S. D. Ponferradina · España    | 1.ª F         | 2025-26       | 0     | 0     | 0                | 0                | ―                     | ―                     | 0     | 0     |
| S. D. Ponferradina · España    | Total club    | Total club    | 0     | 0     | 0                | 0                | ―                     | ―                     | 0     | 0     |
| Total carrera                  | Total carrera | Total carrera | 333   | 46    | 18               | 2                | —                     | —                     | 351   | 48    |